# 租界
租界（そかい、英語: concession）とは、清国（のちに中華民国、現在の中華人民共和国）内の外国人居留地。アヘン戦争後の1840年代以降、不平等条約により中国大陸各地の条約港に設けられた。行政自治権や治外法権をもつ。

## 概要

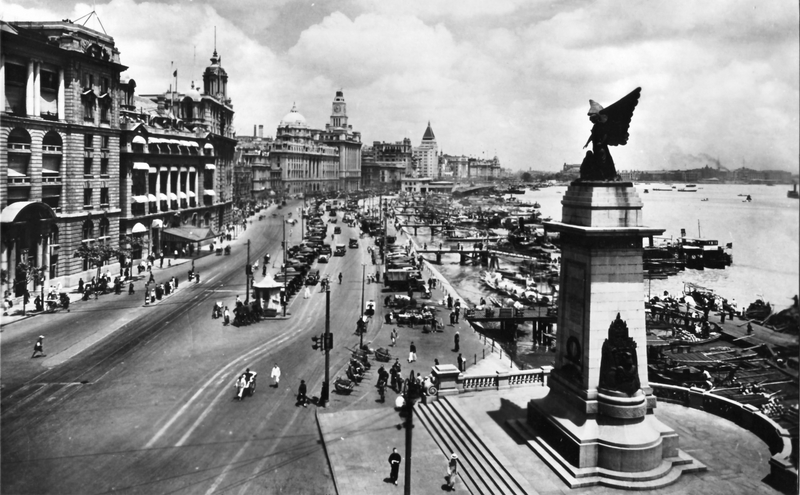
上海の外灘地区（1928年）

アヘン戦争後の1842年に南京条約が締結され、清国政府は広州、厦門、福州、寧波、上海の5港を開港し、それを機にイギリスが上海に租界を置き、フランスやアメリカも上海に租界を置いた。
その後、アロー戦争（第二次アヘン戦争）中の1858年に締結された天津条約で、清国政府は漢口、九江、南京など10港を開港し、漢口や九江などにも租界が置かれた。さらに1860年の北京条約で清国政府は天津を開港して、複数の国々が租界を設置した。各国の租界は清朝末期の内乱の拡大などによって次第に拡張された。
日本（大日本帝国）は日清戦争後の下関条約で清国政府が開港した蘇州と杭州に1897年（明治30年）に、沙市に1898年に、重慶に1901年に租界を置いた。さらに日清通商航海条約の締結後、上海、天津、漢口、厦門に租界を開設することになった。上海については当局間の交渉が難航し、後述の共同租界となった。
1937年（昭和12年）に日中戦争が勃発すると、イギリス、アメリカ、フランスなど列強諸国は中立を保ったが、租界は周囲から隔絶された地域となった。しかし、1941年（昭和16年）12月の太平洋戦争勃発により、租借地は日本に占領された。1943年（昭和18年）に日本は日本租借と占領した他国租界を汪兆銘（汪精衛）の南京国民政府に返還する政策をとったが、1945年（昭和20年）の終戦により、租借地にあった資産は没収された。

## 専管租界と共同租界
租界には特定の国が租界権を有する専管租界と、特定の国の専管租界ではなく中国と最恵国待遇を結んでいる国であれば進出できる共同租界があった。

## 租界と類似する地域
中国国内に列強諸国が設定した空間的利権には、租界のほか、租借地、鉄道附属地、公館区域などがある。
租界
中国側に主権があるが、その行政権の行使が全く無いか極めて限定的な地域で、外国政府または外国人が長期間貸借している地域。有名なものに上海の上海共同租界や上海フランス租界がある。なお、中国側が警察権や管理権を有する地域は自開商埠（自開租界）と呼んだ。
租借地
1898年にドイツ軍が膠州湾を占拠して設置されるようになった地域で、中国側には潜在的な主権しかなく、租界よりも主権譲渡の色合いが濃い地域。ドイツの膠州湾租借地やフランスの広州湾租借地など。

鉄道附属地
1896年に中露間で「東清鉄道建設経営に関する条約」に基づき初めて設置された。

公館区域
1901年の「義和団事件処理の条約」に基づき初めて設置された。

## 中国租界一覧

### 欧州
- イギリス - 上海（のちにアメリカ租界と合併して上海共同租界）、天津、漢口、広州（沙面島）、鎮江、九江、廈門
- フランス - 上海、天津、漢口、広州（沙面島）
- ドイツ - 天津、漢口
- オーストリア=ハンガリー - 天津
- イタリア - 天津
- ロシア - 天津、漢口
- ベルギー - 天津

### アジア
- 日本 - 上海（公式には上海共同租界の一部）、天津、漢口、杭州、蘇州、重慶、沙市

### アメリカ
- アメリカ - 上海（のちにイギリス租界と合併して上海共同租界）、天津

### 共同管理地域
- 共同管理地域 - 上海共同租界、鼓浪嶼（コロンス）共同租界